# Столински рејон
Столински рејон (блр. Столінскі раён; рус. Столинский район) административна је јединица другог нивоа на крајњем југоистоку Брестске области у Републици Белорусији. 
Административни центар рејона је град Столин.

## Географија
Столински рејон обухвата територију површине 3.342,06 км² и територијално је највећи рејон на подручју Брестске области. Граничи се са Лунинечким рејоном на северу и са Пинским рејоном на западу. На истоку се налазе Житкавички и Лељчички рејон Гомељске области док је на југ Ривањска област Републике Украјине.
У рељефном погледу подручје Столинског рејона је доста ниско и замочварено са доста густом речном мрежом. Најважнији водоток је река Припјат са својим десним притокама Ствигом, Горињом и Стиром. Југоисточни део рејона обухвата подручје Аљманске мочваре, једног од највећих мочварних подручја у Белорусији. Око 35% територије је под шумама.
Подручје рејона је било погођено високим дозама радиоактивног зрачења насталим услед хаварије у нуклеарној електрани у Чернобиљу 1986. године.

## Историја
Рејон је основан 15. јануара 1940. године као саставни део тадашње Пинске области. Рејон је територијално проширен 1961. године када је у његов састав укључен некадашњи Давидградски рејон.

## Демографија
Према резултатима пописа из 2009. на том подручју стално је било насељено 80.625 становника или у просеку 24,15 ст/км².
Основу популације чине Белоруси (97,28%), Руси (1,15%) и остали (1,57%).
Административно рејон је подељен на подручје градова Столин (који је уједно и административни центар рејона) и Давид Гарадок, на варошицу Речица те на 18 сеоских општина. 

## Саобраћај
Преко рејона пролазе важни саобраћајни правци који повезују Белорусију са Украјином. Међу њима су железница Ровно (УКР)—Сарни—Речица—Лунинец—Барановичи—Лида, те друмски правци Р6 (Столин—Пинск—Лагишин—Ивацевичи) и Р88 (Житкавичи—Давид Гарадок—Столин—Украјина). 